# Rivière Blanche (rivière Montmorency)
Pour les articles homonymes, voir Rivière Blanche.
La rivière Blanche est un affluent de la rive est de la rivière Montmorency. Elle coule dans le territoire non organisé de Lac-Jacques-Cartier, dans la municipalité régionale de comté (MRC) de la La Côte-de-Beaupré, dans la région administrative de la Capitale-Nationale, dans la province de Québec, au Canada.
Cette vallée est desservie par deux routes forestières secondaires remontant chaque côté du cours de la rivière ; une troisième route forestière dessert la partie supérieure. La sylviculture constitue la principale activité économique de cette vallée ; les activités récréotouristiques en second.
À cause de son altitude, la surface de la partie supérieure de la rivière Blanche est généralement gelée de la fin novembre jusqu'au début d'avril ; toutefois la circulation sécuritaire sur la glace se fait généralement de la mi-décembre à la fin de mars. La partie inférieure du cours de la rivière affiche une période de gel d'environ une semaine de moins que la partie supérieure. Le niveau de l'eau de la rivière varie selon les saisons et les précipitations ; la crue printanière survient en mars ou avril.

## Géographie
La rivière Blanche prend sa source dans le lac la Blanche (longueur : 0,9 km ; altitude : 853 m). L'embouchure de ce lac est située à :
- 1,0 km au sud-est de la limite de la Forêt Montmorency ;
- 2,1 km au sud de la limite de la réserve faunique des Laurentides ;
- 3,0 km à l'ouest du cours de la rivière des Neiges ;
- 3,7 km au sud-est du sommet du mont André-Lafond (altitude : 1 000 m) ;
- 3,9 km au nord-est de l'embouchure de la rivière Blanche et de la rivière Montmorency ;
- 8,1 km à l'est de la route 175, reliant la ville de Québec à la ville de Saguenay ;
- 29,3 km au nord-ouest de la rive nord-ouest du fleuve Saint-Laurent.

À partir de l'embouchure du lac la Blanche, la rivière Blanche descend sur 6,9 km, avec une dénivellation de 293 m selon les segments suivants :
- 1,8 km vers le nord-ouest dans une vallée de plus en plus encaissée, en passant entre deux montagnes et en entrant dans la Forêt Montmorency, jusqu'à un coude de rivière ;
- 2,4 km vers le sud-ouest dans une vallée encaissée entre deux montagnes, jusqu'à la décharge (venant de l'ouest) du lac Bédard ;
- 2,7 km d'abord vers le sud dans une vallée encaissée en formant un grand S entre deux montagnes, en recueillant deux ruisseaux (venant de l'est) ; puis vers le sud-ouest dans une forte dénivellation en recueillant un ruisseau (venant de l'est), jusqu'à son embouchure[3].

À partir de la confluence de la rivière Blanche, le courant coule sur 58,9 km généralement vers le sud par le cours de la rivière Montmorency, jusqu'à la rive nord-ouest du fleuve Saint-Laurent.

## Toponymie
Les toponymes "Rivière Blanche" et "Lac la Blanche" (lac de tête) sont liés.
Le toponyme "rivière Blanche" a été officialisé le 28 mars 1974 à la Commission de toponymie du Québec.